# Unterseeboot U-32 (1914)
Pour les autres navires du même nom, voir Unterseeboot 32.
L'Unterseeboot U-32 est un sous-marin de type U 31 de la Kaiserliche Marine.

## Conception
Les sous-marins de type U 31 étaient des sous-marins océaniques à double coque, similaires aux sous-marins de type 23 et de type 27 par leurs dimensions. Ils n’en différaient que légèrement en termes de propulsion et de vitesse. Ils étaient considérés comme de très bons bateaux de haute mer, avec une manœuvrabilité moyenne et un pilotage facile en surface.
L'U-32 avait une longueur hors tout de 64,70 m. Sa coque pressurisée faisait 52,36 m de long. La largeur du bateau était de 6,32 m, et 4,05 m pour la coque pressurisée. Les U-Boote de type 31 avaient un tirant d'eau de 3,56 m et une hauteur totale de 7,68 à 8,04 m. Les bateaux avaient un déplacement de 685 tonnes en surface et 878 tonnes en immersion.
L'U-32 était équipé de deux moteurs Diesel à deux temps 6 cylindres Germania d’une puissance totale de 1850 ch (1361 kW) pour la navigation en surface, et de deux moteurs électriques à double effet Siemens-Schuckert d’une puissance totale de 1200 ch (883 kW) pour la navigation sous-marine. Ces moteurs entraînaient deux arbres d'hélice avec chacun une hélice de 1,60 m de diamètre, ce qui donnait au bateau une vitesse maximale de 16,4 nœuds (30,4 km/h) en surface et de 9,7 nœuds (18,0 km/h) en immersion. L’autonomie était de 8790 milles marins (16280 km) à la vitesse de croisière de 8 nœuds (15 km/h) en surface, et de 80 milles marins (150 km) à 5 nœuds (9,3 km/h) sous l’eau. La profondeur de plongée maximale était de 50 m.
Le sous-marin était armé de quatre tubes lance-torpilles de 50 cm, deux à l’avant et deux à l’arrière. Il transportait 6 torpilles. De plus, l'U-32 a été équipé en 1915 de deux canons de pont de 8,8 cm SK L/30. L’équipage du bateau était de 4 officiers et 31 matelots.

## Engagements
Sa construction fut ordonnée le 29 mars 1912 et sa quille fut posée le 8 novembre 1912 par Germaniawerft à Kiel. Il fut lancé le 28 janvier 1914 et mis en service le 3 septembre 1914 sous le commandement d’Edgar von Spiegel von und zu Peckelsheim. Le 1er février 1916, Spiegel est remplacé par Kurt Hartwig qui commande le bateau jusqu’au 16 février 1918, date à laquelle Karl Albrecht prend le relais. Albrecht commanda le bateau jusqu’à sa perte.
L'U-32 effectua onze patrouilles, coulant 37 navires marchands, pour un total de 106035 tonneaux de jauge brute, et un navire de guerre de 14000 tonneaux : le 9 janvier 1917, à l’est de Malte, l'U-32 coula le cuirassé pré-dreadnought britannique HMS Cornwallis, causant la perte de 15 vies.
Le 8 mai 1918, au nord-ouest de Malte, il fut bombardé par le HMS Wallflower et coulé avec tout son équipage, faisant ainsi 41 victimes.

## Affectations
- IVe flottille : du 3 septembre 1914 au 8 novembre 1916.
- Flottille de Pola / Mittelmeer : du 8 novembre 1916 au 8 mai 1918.

## Commandants
- Kapitänleutnant Edgar von Spiegel von und zu Peckelsheim[3] : du 3 septembre 1914 au 17 mars 1916.
- Kptlt. Kurt Hartwig[4] : du 18 mars 1916 au 15 février 1918.
- Kptlt. Kurt Albrecht[5] : du 16 février au 8 mai 1918.

## Navires coulés
| Date              | Nom                    | Nationalité    | Tonnage | Destin.             |
| ----------------- | ---------------------- | -------------- | ------- | ------------------- |
| 8 avril 1915      | Chateaubriand          | France         | 2247    | Coulé               |
| 11 avril 1915     | Wayfarer               | United Kingdom | 9599    | Endommagé           |
| 22 juin 1915      | Kiew                   | Danemark       | 1115    | Capturé comme prise |
| 4 mars 1916       | Teutonian              | United Kingdom | 4824    | Coulé               |
| 5 mars 1916       | Rothesay               | United Kingdom | 2007    | Coulé               |
| 6 mars 1916       | Trois Frères           | France         | 107     | Coulé               |
| 7 mars 1916       | Ville Du Havre         | France         | 3109    | Coulé               |
| 18 octobre 1916   | Athene                 | Norvège        | 1847    | Coulé               |
| 30 octobre 1916   | Marquis Bacquehem      | United Kingdom | 4396    | Coulé               |
| 30 octobre 1916   | Vertunno               | Italie         | 3239    | Coulé               |
| 27 novembre 1916  | City of Birmingham     | United Kingdom | 7498    | Coulé               |
| 27 novembre 1916  | Karnak                 | France         | 6816    | Coulé               |
| 30 novembre 1916  | S. Antonio             | Italie         | 611     | Coulé               |
| 1 décembre 1916   | Cuore Di Gesu          | Italie         | 199     | Coulé               |
| 1 décembre 1916   | Lampo                  | Italie         | 59      | Coulé               |
| 2 décembre 1916   | Angela Madre G.        | Italie         | 155     | Coulé               |
| 3 décembre 1916   | Lucellum               | United Kingdom | 5184    | Endommagé           |
| 6 décembre 1916   | Campania               | Italie         | 4297    | Coulé               |
| 8 décembre 1916   | Carmelina Dominici     | Italie         | 94      | Coulé               |
| 12 décembre 1916  | Saint Ursula           | United Kingdom | 5011    | Coulé               |
| 7 janvier 1917    | Rosalia L.             | Italie         | 7186    | Coulé               |
| 9 janvier 1917    | HMS Cornwallis         | Royal Navy     | 14000   | Coulé               |
| 10 avril 1917     | Porto Di Rodi          | Italie         | 2480    | Coulé               |
| 12 avril 1917     | Kildale                | United Kingdom | 3830    | Coulé               |
| 17 avril 1917     | Costante               | Italie         | 3479    | Coulé               |
| 18 avril 1917     | Rinaldo                | United Kingdom | 4321    | Coulé               |
| 21 avril 1917     | Giosue                 | Italie         | 140     | Coulé               |
| 12 mai 1917       | Locksley Hall          | United Kingdom | 3635    | Coulé               |
| 24 mai 1917       | Biarritz               | France         | 2758    | Coulé               |
| 16 juillet 1917   | Khephren               | United Kingdom | 2774    | Coulé               |
| 16 juillet 1917   | Porto Di Adalia        | Italie         | 4073    | Coulé               |
| 17 juillet 1917   | Virent                 | United Kingdom | 3771    | Endommagé           |
| 19 juillet 1917   | Varvara                | Greece         | 1316    | Coulé               |
| 20 septembre 1917 | Kurdistan              | United Kingdom | 3720    | Coulé               |
| 22 septembre 1917 | Caroline               | France         | 107     | Coulé               |
| 24 septembre 1917 | Iriston                | United Kingdom | 3221    | Coulé               |
| 29 septembre 1917 | Sanwen                 | United Kingdom | 3689    | Coulé               |
| 4 octobre 1917    | Constantinos Embiricos | Greece         | 2611    | Coulé               |
| 4 octobre 1917    | Nicolaos Roussos       | Greece         | 2421    | Coulé               |
| 10 octobre 1917   | Transporteur           | France         | 1812    | Coulé               |
| 21 avril 1918     | Bellview               | United Kingdom | 3567    | Coulé               |
| 1 mai 1918        | Era                    | Australia      | 2379    | Coulé               |